# Sanjar Tursunov
Sanjar Tursunov, ros. Санжар Атхамович Турсунов, Sanżar Atchamowicz Tursunow (ur. 29 grudnia 1986 w Taszkencie) – uzbecki piłkarz, pochodzenia rosyjskiego, występujący na pozycji pomocnika.

## Kariera piłkarska

### Kariera klubowa
Sanjar Tursunov pochodzi z Rosji, jednak reprezentuje barwy Uzbekistanu. Jest wychowankiem drużyny Irtysz Omsk. Grał tu przed trzy sezony. W lidze rozegrał 86 meczów i strzelił 13 bramek. Od sezonu 2009 występował w zespole Wołga Niżny Nowogród. 31 grudnia 2011 przeszedł do Ałanii Władykaukaz. Po zakończeniu sezonu 2012 powrócił do ojczyzny, a w lutym 2013 został piłkarzem Lokomotivu Taszkent. W lipcu 2013 zasilił skład Gazowika Orenburg. W lutym 2014 jako wolny agent podpisał kontrakt z Worskłą Połtawa. 25 stycznia 2016 przeniósł się do katarskiego Umm-Salal SC. 25 sierpnia 2016 wrócił do Worskły. 27 grudnia 2016 przeszedł do katarskiego klubu Al-Kharitiyath SC. 1 sierpnia 2018 roku został piłkarzem południowokoreańskiego klubu Daejeon Citizen.

### Kariera reprezentacyjna
Sanjar Tursunov w 2010 zadebiutował w reprezentacji Uzbekistanu. W 2011 został powołany na Puchar Azji. Uzbecy zajęli 1. miejsce w swojej grupie i awansowali do dalszej fazy.